# Instituto Riva-Agüero
El Instituto Riva-Agüero (IRA) fue creado en 1947 por la Pontificia Universidad Católica del Perú y nombrado en honor al político, intelectual y gran benefactor de la Universidad: José de la Riva-Agüero y Osma. Está ubicado en el centro histórico de Lima. Es un centro de investigación para las ciencias humanas que en 1955 alcanza la categoría de Escuela de Altos Estudios. Se divide en seis secciones de investigación: Arqueología, Derecho, Etnología, Filosofía, Lengua y Literatura, e Historia.

## Comunidad
El IRA se concibe a sí mismo como una comunidad de investigadores, en su mayoría profesores y egresados de la PUCP. También alberga a investigadores extranjeros de paso por Lima, los cuales son acogidos por el tiempo que dure su estancia en la ciudad. Los investigadores trabajan en proyectos auspiciados por el IRA, o en proyectos propios que el Instituto patrocina mediante becas anuales de investigación.

## Infraestructura
El IRA funciona en dos edificios históricos de propiedad de la PUCP ubicados en el centro de Lima: la casona Riva-Agüero (sede central) y la casona O'Higgins.

### Casona Riva-Agüero
Construida en 1760 por el coronel español Domingo Ramírez de Arellano y Martínez de Tejada, para ser utilizada como casa familiar por él y sus descendientes. Es considerada uno de los principales atractivos del centro histórico de Lima y uno de los edificios antiguos mejor conservados de la ciudad. Fue propiedad de los marqueses de Montealegre de Aulestia y donada a la PUCP por el último de sus descendientes: José de la Riva-Agüero y Osma. Además de aulas y oficinas, ahí se encuentra una biblioteca, un archivo histórico, y el Museo de Artes y Tradiciones Populares.

### Casona O'Higgins
La construcción original de la casona O'Higgins data de inicios del siglo XVI. La construcción fue modificada con el tiempo dependiendo del uso que se le daba a la propiedad. Aquí pasó su adolescencia el prócer chileno Bernardo O'Higgins, durante el gobierno de su padre: Ambrosio O'Higgins, virrey del Perú. En 1830, durante su exilio, alquiló la casa, la cual ocupó con su familia hasta su muerte en 1842. La casa pasó a ser propiedad de la PUCP como parte del legado dejado por José de la Riva-Agüero y Osma. Ahí funcionan la sección de arqueología y el museo Josefina Ramos de Cox.

## Galería

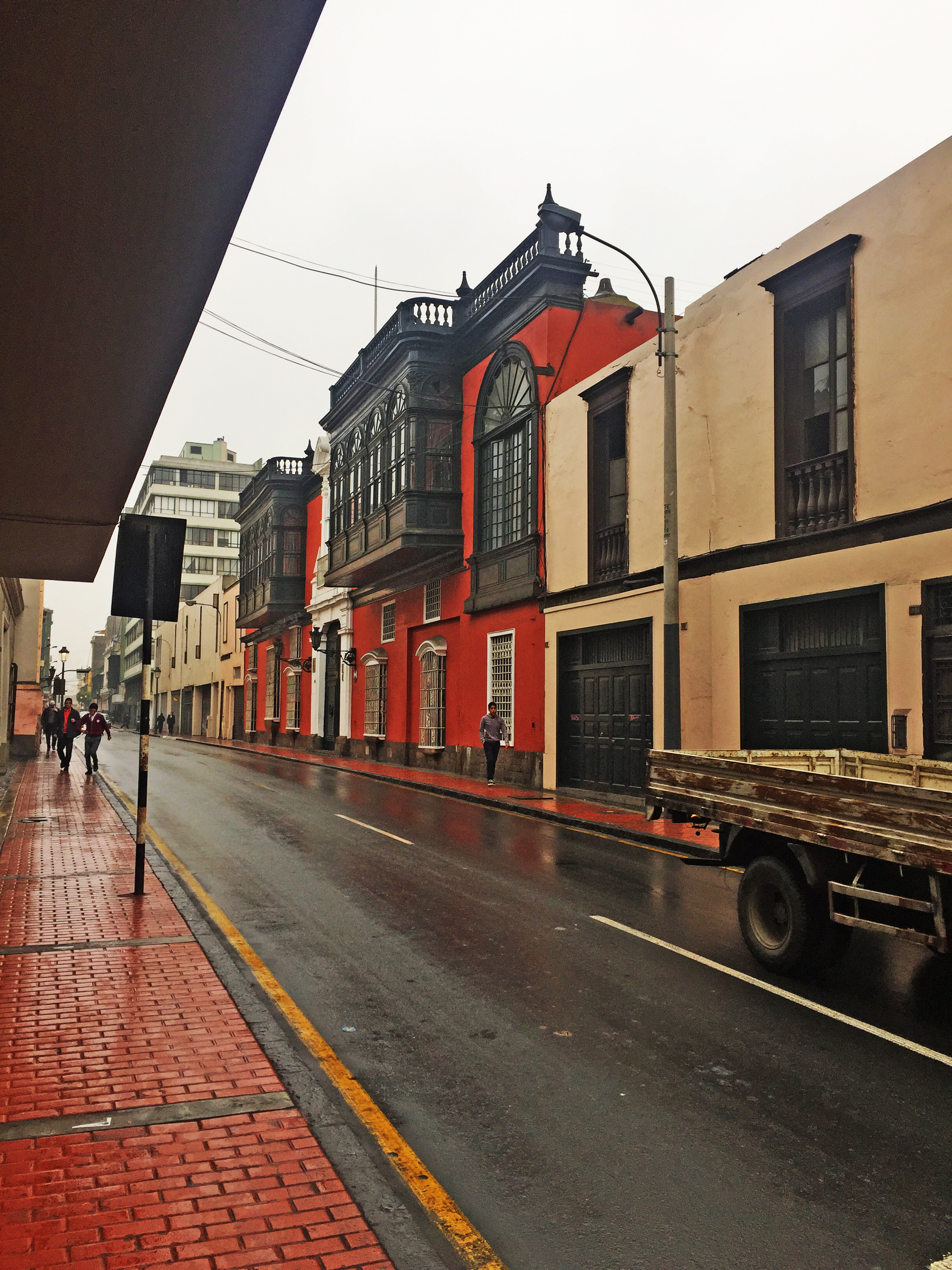
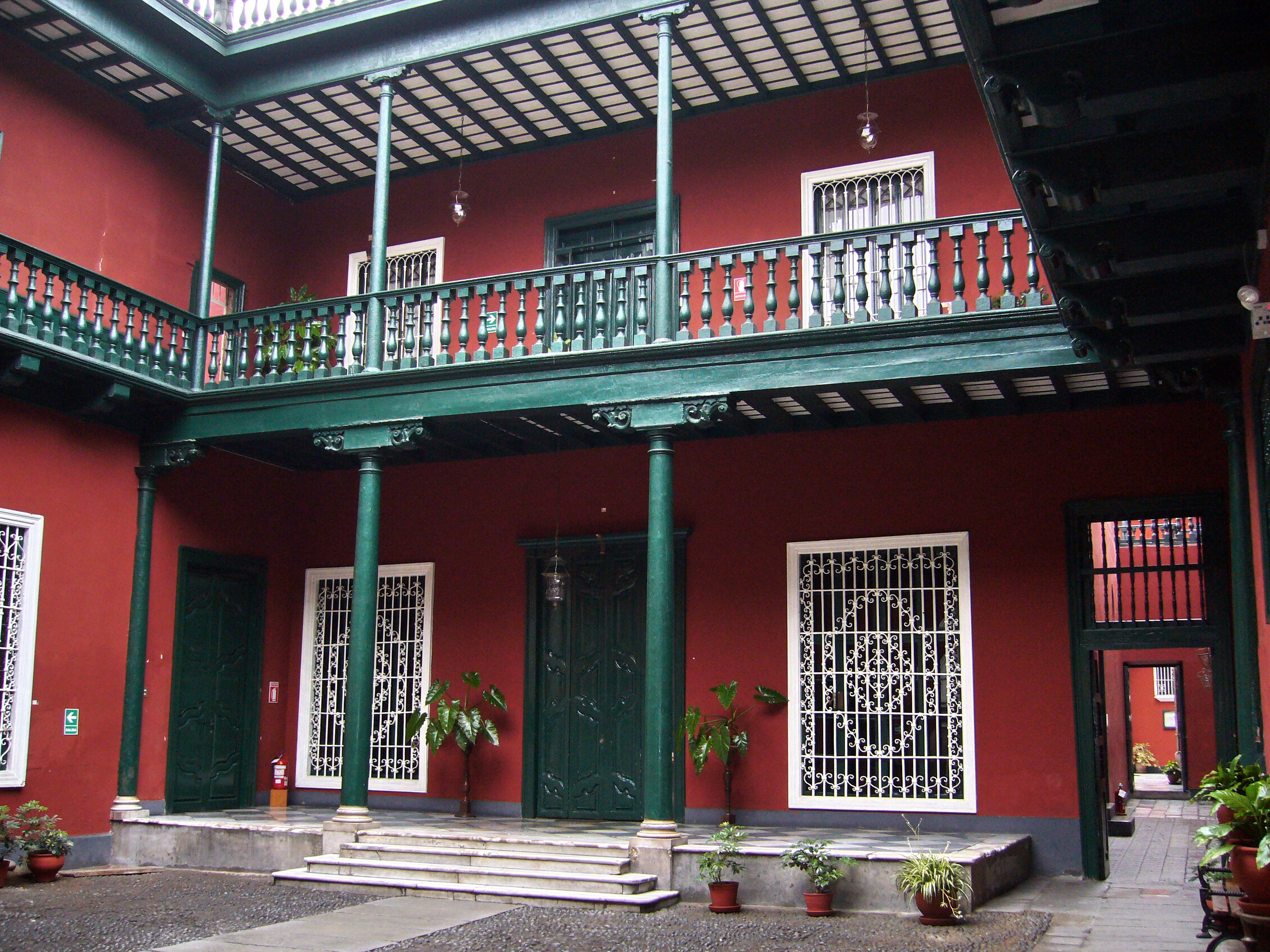
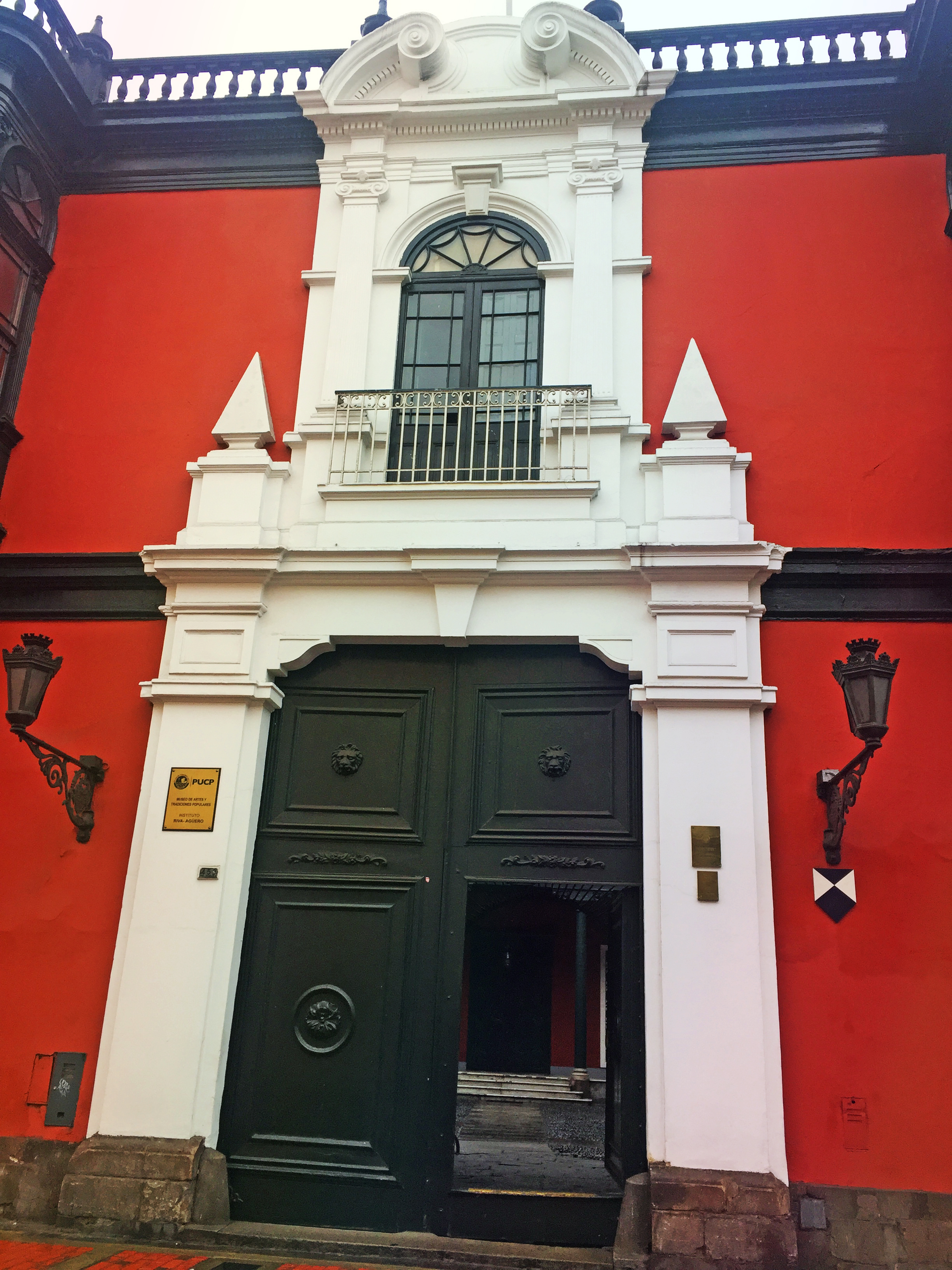